# Loretta Lynn

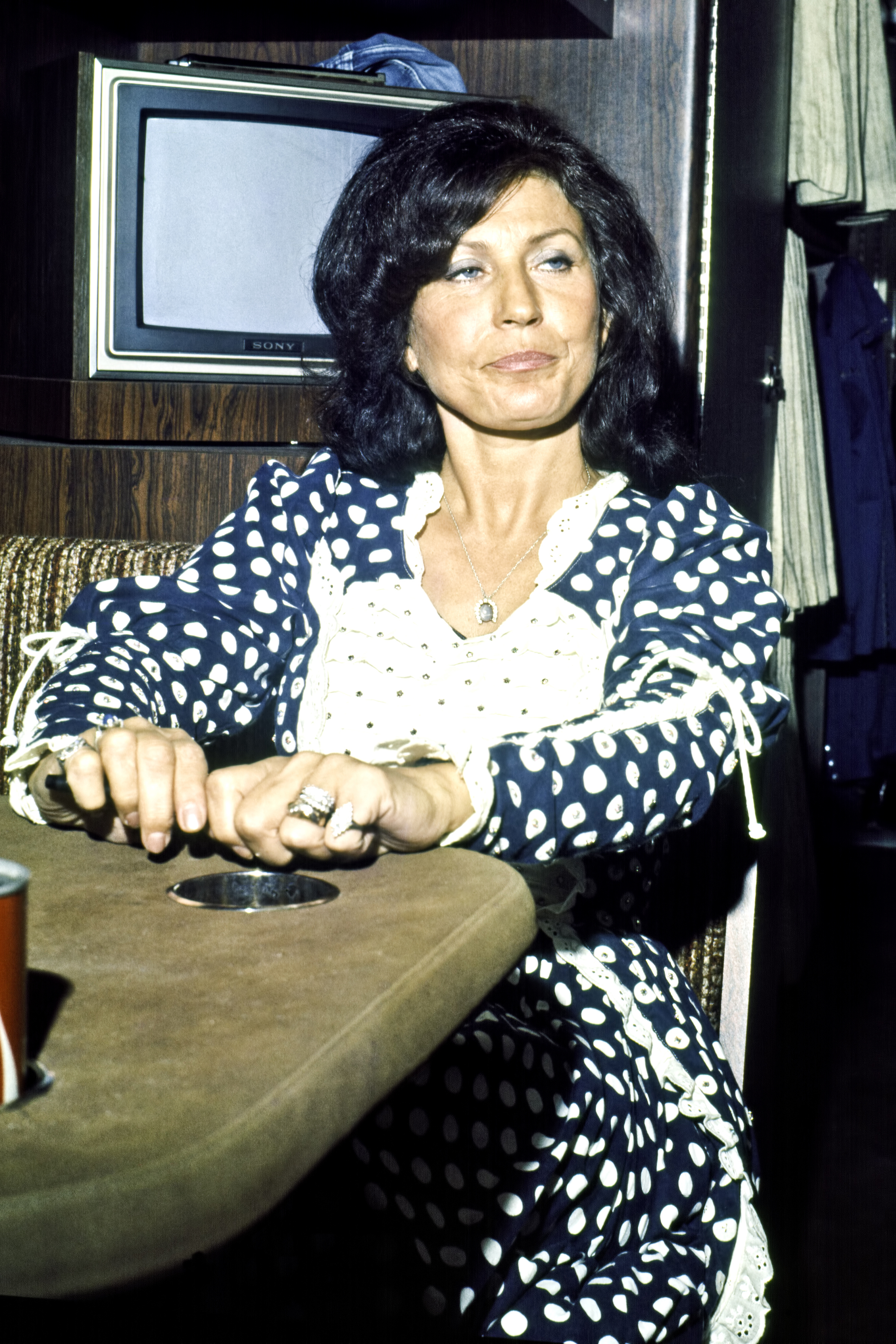
Loretta Lynn på turné 1975.

Loretta Lynn, född Webb den 14 april 1932 i Butcher Hollow (ibland även kallat Butcher Holler) i Johnson County, Kentucky, död 4 oktober 2022 i Hurricane Mills, Humphreys County, Tennessee, var en amerikansk countrysångerska och låtskrivare. Hon är syster till sångarna Crystal Gayle och Peggy Sue och låtskrivaren Donald Ray Webb och kusin till Patty Loveless. 
Lynn slog igenom år 1960 med låten "I'm a Honky Tonk Girl" och hade sin storhetstid som artist under 1960- och 1970-talen. Några av hennes kända låtar är "Don't Come Home a' Drinkin' (With Lovin' on Your Mind)" (1966), "Fist City" (1968), "Woman of the World" (1969), självbiografiska "Coal Miner's Daughter" (1970) och "After the Fire Is Gone" (1971). Hon gjorde även bland annat ett antal duetter med Conway Twitty, däribland låten "Louisiana Woman, Mississippi Man". Patsy Cline var en av Lynns största inspirationskällor.
2004 släppte hon albumet Van Lear Rose tillsammans med White Stripes-medlemmen Jack White. Albumet blev en stor succé och fick en Grammy för "Årets bästa countryalbum".
Hon gifte sig i januari 1948 med Oliver Vanetta "Mooney" Lynn. Tillsammans med honom fick hon sex barn. Han dog på grund av diabetes 1996 och de hade då varit gifta i 48 år. Hennes självbiografi, Coal Miner's Daughter, filmatiserades 1980 (se Loretta) och Sissy Spacek vann en Oscar för sitt porträtt av Loretta Lynn.
Totalt tilldelades Lynn 18 Grammyutmärkelser och toppade den amerikanska countrysingellistan 16 gånger.

## Diskografi
Album
- 1963 – Loretta Lynn Sings
- 1964 – Before I'm Over You
- 1965 – Songs From My Heart
- 1965 – Mr. and Mrs. Used to Be (med Ernest Tubb)
- 1965 – Blue Kentucky Girl
- 1966 – I Like 'Em Country
- 1966 – You Ain't Woman Enough
- 1966 – A Country Christmas
- 1967 – Don't Come Home A-Drinkin' (With Lovin' on Your Mind)
- 1967 – Loretta Lynn and Ernest Tubb Singin' Again (med Ernest Tubb)
- 1967 – Singin' With Feelin'
- 1968 – Who Says God Is Dead
- 1968 – Fist City
- 1969 – Your Squaw Is on the Warpath
- 1969 – Woman of the World/To Make a Man
- 1969 – We Put Our Heads Together (med Ernest Tubb)
- 1970 – Wings Upon Your Horns
- 1970 – Loretta Lynn Writes 'Em and Sings 'Em
- 1970 – Coal Miner's Daughter
- 1970 – I Wanna Be Free
- 1970 – We Only Make Believe (med Conway Twitty)
- 1971 – You're Lookin' at Country
- 1972 – Lead Me On (med Conway Twitty)
- 1972 – One's on the Way
- 1972 – God Bless America Agin
- 1972 – Here I Am Again
- 1973 – Entertainer of the Year
- 1973 – Story (med Ernest Tubb)
- 1973 – Louisiana Woman, Mississippi Man (med Conway Twitty)
- 1973 – Love Is the Foundation
- 1974 – Country Partners (med Conway Twitty)
- 1974 – They Don't Make 'Em Like My Daddy
- 1975 – Back to the Country
- 1975 – Feelins (med Conway Twitty)
- 1975 – Home
- 1976 – United Talent (med Conway Twitty)
- 1976 – When the Tingle Becomes a Chill
- 1976 – Somebody Somewhere
- 1977 – Dynamic Duo (med Conway Twitty)
- 1977 – I Remember Patsy
- 1978 – Honky Tonk Heroes (med Conway Twitty)
- 1978 – Out of My Head and Back In My Head
- 1979 – We've Come a Long Way Baby
- 1979 – Diamond Duet (med Conway Twitty)
- 1980 – Loretta
- 1981 – Two's a Party (med Conway Twitty)
- 1981 – I Lie
- 1982 – Makin' Love From Memory
- 1983 – Lyin' Cheatin', Women Chasin'
- 1985 – Just a Woman
- 1988 – Who Was That Stranger
- 1988 – Making Believe (med Conway Twitty)
- 1993 – Honky Tonk Angels (med Dolly Parton & Tammy Wynette)
- 1994 – Making More Memories
- 1997 – All Time Gospel Favorites
- 2000 – Still Country
- 2004 – Van Lear Rose

## Bildgalleri

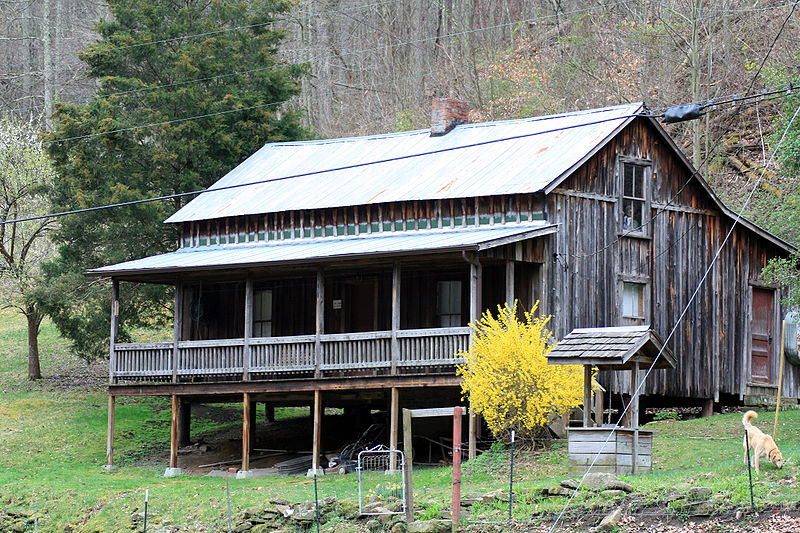
Loretta Lynns födelsehem i Johnson County.
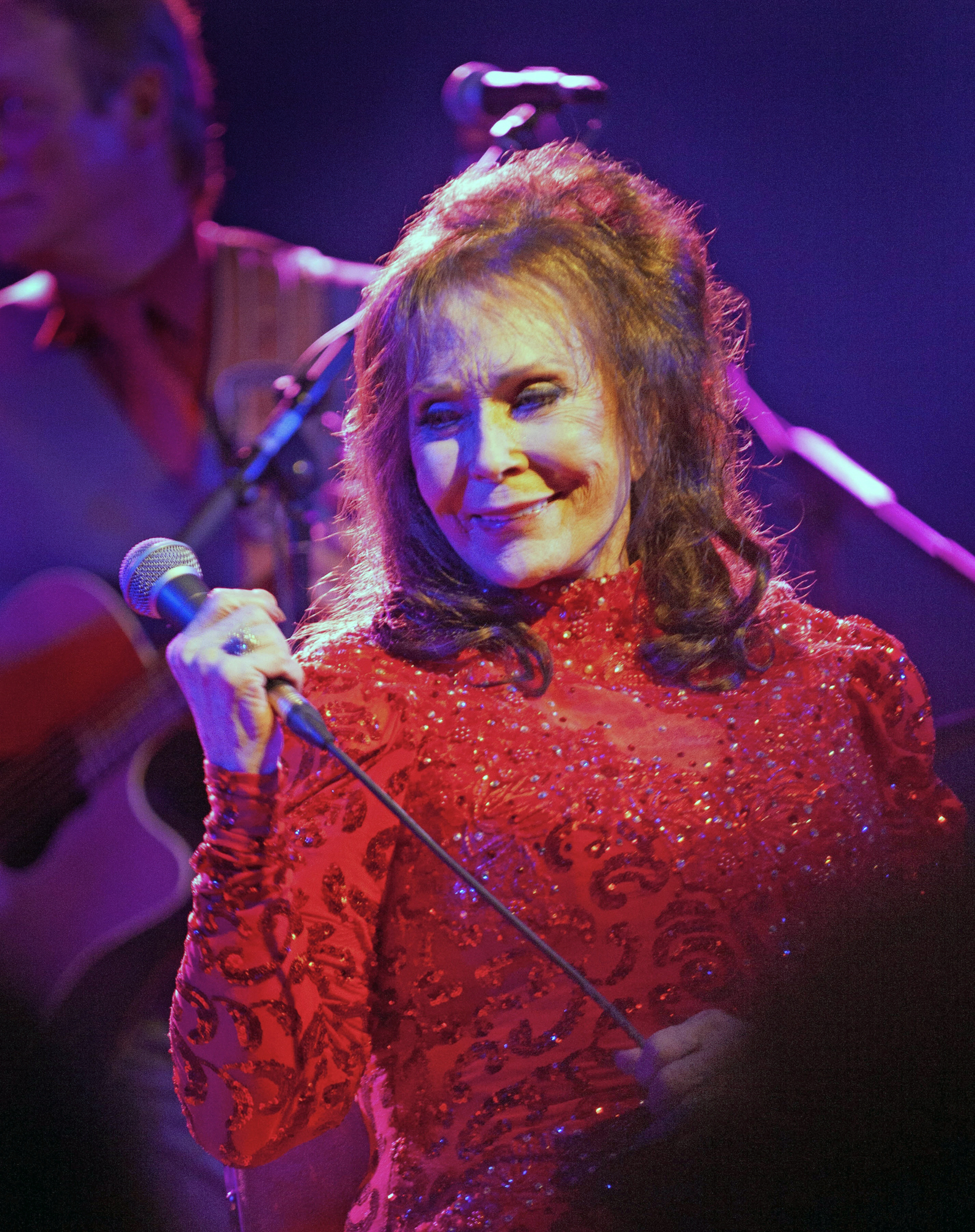
Loretta Lynn under South by Southwest-festivalen i Austin i mars 2016.